# Altare Jabach
L'Altare Jabach è un dipinto a olio su tavola di tiglio (94x51 cm lo scomparto sinistro, 96x54 il destro) di Albrecht Dürer, databile al 1503-1504 circa. L'opera, di cui si conoscono solo i due scomparti laterali, è divisa tra lo Städel di Francoforte sul Meno (Giobbe e la moglie, sinistra) e il Wallraf-Richartz Museum di Colonia (Pifferaio e suonatore di tamburo, destro).

## Storia
L'altare venne probabilmente commissionato da Federico il Saggio per la cappella nel suo castello a Wittenberg, magari in occasione della fine della peste nel 1503.
L'opera è stata oggetto di numerose ipotesi di ricostruzione, nessuna delle quali è considerata risolutiva. Alcuni ipotizzano che il pannello centrale sia perduto, magari già composto da uno scrigno di sculture, o che sia l'Adorazione dei Magi agli Uffizi. Alcuni associano al polittico anche alcune figure di Apostoli a fondo oro nell'Alte Pinakothek di Monaco di Baviera (Santi Giuseppe e Gioacchino, Santi Simeone e Lazzaro), che sarebbero state le facce interne della pala, mentre i due dipinti conosciuti (Giobbe e i Suonatori), a giudicare dalla continuità del paesaggio, sarebbero stati i pannelli esterni visibili quando il polittico era chiuso. Ciò è confermato anche dallo strascico del vestito della moglie di Giobbe, che invade l'altro pannello.
Alla fine del Settecento l'opera si trovava nella cappella privata della famiglia Jabach a Colonia, da dove venne poi smembrata e dispersa.

## Descrizione e stile

### Giobbe e la moglie
Lo scomparto destro, ridotto nelle dimensioni, mostra il profeta Giobbe che è accasciato, disperato dalle avversità, nella sfida che Satana gli impose di non rinunciare al suo Dio nelle più difficili afflizioni: ecco che sullo sfondo vanno a fuoco le sue proprietà e il suo gregge va disperso (pannello a fianco), mentre la sua pelle è coperta dalle bolle di una malattia (particolarmente appropriata per un ex voto legato alla fine di una pestilenza). In lontananza, nello sfondo, il diavolo minuscolo fugge dalla distruzione. La moglie inoltre gli rovescia un mastello d'acqua sporca addosso.
La tavolozza è chiara e traslucida, che ricorda la luminosità i colori ad acquerello in cui l'artista eccelleva.

### Pifferaio e suonatore di tamburo
Il pannello destro mostra due suonatori in piedi, con quello di destra, il tamburino, che contiene probabilmente un autoritratto di Dürer. Il loro significato non è stato pienamente chiarito. Forse essi simboleggiano l'estrema derisione verso il profeta ormai completamente in disgrazia, malato e abbandonato da tutti, oppure tentano di consolarlo con la musica.